# Großmeister (Schach)
Großmeister (Abkürzung GM) ist der höchste vom Weltschachbund FIDE verliehene Titel für Turnierschachspieler; früher hieß der Titel Internationaler Großmeister (IGM). Er wird seit 1950 übertragen und gilt auf Lebenszeit, wobei die Aberkennung bei grobem Fehlverhalten möglich ist. Großmeistertitel werden auch in anderen Schachsparten vergeben, etwa Großmeister für Schachkomposition oder Fernschach-Großmeister.

## Geschichte
Der Titel Großmeister wurde informell bereits im 19. Jahrhundert verwendet, zuerst am 18. Februar 1838 in der Schachspalte der Zeitung Bell’s Life. In der Literatur heißt es manchmal, der Titel sei erstmals von Zar Nikolaus II. verliehen worden, um damit die fünf Preisträger des stark besetzten „Großmeisterturniers“ in Sankt Petersburg 1914 auszuzeichnen: Emanuel Lasker, Siegbert Tarrasch (beide Deutschland), José Raúl Capablanca (Kuba), Alexander Aljechin (Russland) und Frank Marshall (USA). Dies gilt aber nicht als historisch belegt.
Der sowjetische Schachverband vergab einen Großmeistertitel erstmals 1929 an Boris Werlinski.
Den Titel eines Internationalen Großmeisters verlieh die FIDE zuerst im Jahre 1950. In Anerkennung bisheriger Leistungen wurden 27 Spieler zu Großmeistern ernannt.

### Anzahl der Großmeister

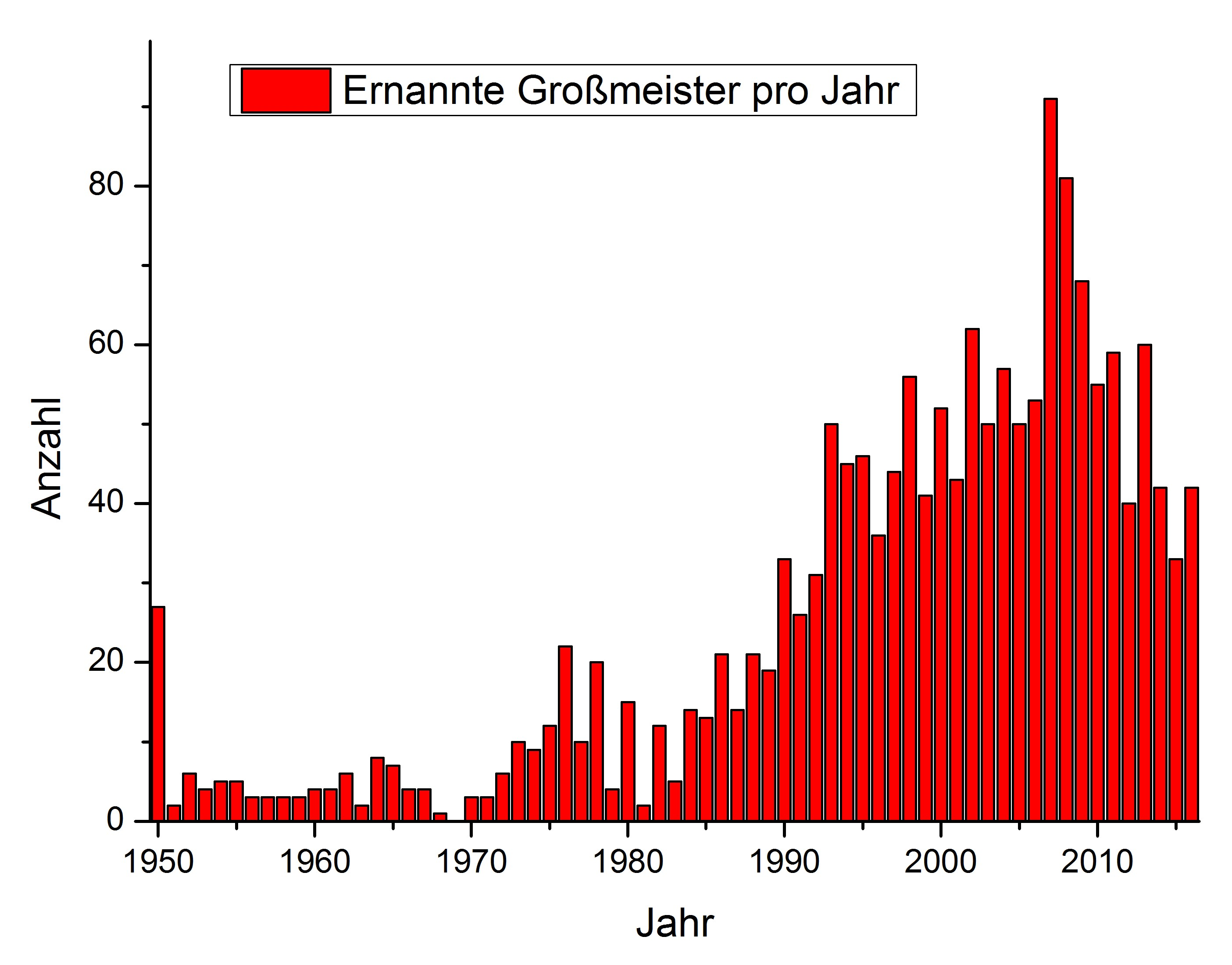
Neu ernannte Großmeister pro Jahr

Anzahl lebender Großmeister

Die Anzahl der Schachgroßmeister weltweit stieg zunächst langsam von 27 im Jahr 1950 auf 88 Großmeister im Jahr 1972 an. Nachdem es 2008 bereits über 1300 Träger dieses Titels gab, sind mit Stand November 2024 insgesamt 1841 Spieler mit dem Titel Großmeister gelistet. Es gibt mehrere Gründe für die starke Zunahme der Titelträger, darunter:
- die Zunahme der Turnierveranstaltungen (Qualifikationsmöglichkeiten)
- politische Veränderungen in Osteuropa, die vielen starken Spielern erst die Teilnahme an solchen Turnieren ermöglichten
- die Entwicklung der modernen Informationstechnologien (Internet, Schachdatenbanken)
- die Verkürzung der Normenturniere von mindestens fünfzehn Runden in den 1970er Jahren auf heute mindestens neun Runden[4]

Die meisten Großmeister lebten 2018 in Russland (243), in Deutschland gab es 92 Spieler, in der Schweiz zehn Spieler, in Österreich sieben Spieler mit diesem Titel. Island hatte 13 Großmeister bei nur knapp 400.000 Einwohnern.
Den Rekord als jüngster Titelträger hielt seit 1958 viele Jahre lang Bobby Fischer, der im Alter von 15 Jahren und vier Monaten Großmeister wurde. Erst 1991 konnte ihn Judit Polgár ablösen, die beim Titelerwerb einen Monat jünger war. Lange Zeit hielt diese Bestleistung Sergei Karjakin, der im August 2002 seine letzte erforderliche Titelnorm mit zwölf Jahren und sieben Monaten erzielte und zwei Jahre später auch vom späteren Weltmeister Magnus Carlsen (13 Jahre und vier Monate) nicht übertroffen werden konnte. Im Juni 2021 wurde der Rekord vom  US-Amerikaner Abhimanyu Mishra mit zwölf Jahren, vier Monaten und 25 Tagen unterboten.
Wegen der zunehmenden Anzahl von Großmeistern wird derzeit von der Schachöffentlichkeit die Spielstärke eines Meisters überwiegend aufgrund seiner Elo-Zahl beurteilt. Spieler der Weltspitze mit mindestens 2700 Elo-Punkten werden auch als Super-Großmeister bezeichnet. Stand Dezember 2021 gibt es 42 Spieler mit einer solch hohen Wertungszahl, davon 39 noch aktiv spielende. Einen weiblichen Super-Großmeister gibt es gegenwärtig nicht mehr. Judit Polgár hatte im Juli 2005 eine Elo-Zahl von 2735, allerdings ist sie mittlerweile seit August 2014 inaktiv.

### Frauen als Großmeister
Als erste Frau errang Nona Gaprindaschwili 1978 den Großmeistertitel. Bis November 2021 wurde der Titel an 40 Spielerinnen verliehen, als erste und bisher einzige Deutsche erhielt ihn 2022 Elisabeth Pähtz. Neben diesem für beide Geschlechter offenen Großmeistertitel gibt es einen eigenen Frauen-Großmeistertitel, für den deutlich niedrigere Voraussetzungen gelten (s. u.).

## Qualifikationskriterien
Für den Titel „Großmeister“ muss man folgende Qualifikationskriterien der FIDE erfüllen:
1. Man muss in mindestens zwei internationalen (siehe unten) Schachturnieren eine Mindestpunktzahl (die so genannte Großmeister-Norm) erreichen, die vom Spielstärkeniveau des Turniers (der sogenannten Turnierkategorie) abhängt.
Beispiel:
  - zehn Turnierteilnehmer
  - Wertungsdurchschnitt = 2543 Elo-Punkte = Kategorie 12
  - Großmeisternorm = mind. 3,5 Punkte aus 9 Partien.
  - Diese GM-Norm entspricht einer Eloleistung von mindestens 2600 Punkten.
2. Die Qualifikation muss auf mindestens 27 gespielten Partien beruhen.
3. Für die Verleihung des Titels war bis 1979 keine Mindest-Elo-Zahl vorgeschrieben. Zwischen 1979 und 1988 lag diese bei 2450. Seitdem ist eine Elo-Zahl von mindestens 2500 Grundvoraussetzung für den Titel eines GM. Entgegen einer weitverbreiteten Annahme muss der Titelkandidat diese Zahl jedoch nicht bei der Verleihung halten – es genügt, einmal zu einem beliebigen Zeitpunkt die 2500 erreicht zu haben. Da der Großmeister-Titel auf Lebenszeit verliehen wird und die Elo-Zahl im Laufe einer Schachkarriere naturgemäß zum Ende hin abnimmt, gibt es auch einige Großmeister mit einer Elo-Zahl von unter 2200.[9]

Diese Auflistung ist nicht abschließend. Es gibt Zusatzkriterien, aber auch Ausnahmen. Die ausführlichen und abschließenden Regelungen lassen sich bei der FIDE nachlesen.
Im Zusammenhang mit den Qualifikationskriterien für Schachgroßmeister bedeutet international, dass der Kandidat mindestens zwei Gegner gehabt haben muss, die aus einer anderen als der Föderation stammen, für die er gemeldet ist. Einige Turniere werden auch ohne Internationalität zur Normerfüllung anerkannt, z. B. die Endrunde einer nationalen Meisterschaft oder die höchste Liga eines Landes.
Auch ohne die Erfüllung obiger Kriterien wird der GM-Titel automatisch verliehen an Spieler, die eine der folgenden Bedingungen erfüllen:
1. Qualifikation für das Achtelfinale des Schach-Weltpokals,
2. Gewinn der Schachweltmeisterschaft der Frauen,
3. Gewinn der Seniorenweltmeisterschaft in der Altersklasse Ü50 oder Ü65,
4. Gewinn einer Einzelmeisterschaft eines Kontinentalverbandes.

In der Vergangenheit war die Verleihung des GM-Titels auch bei anderen Erfolgen vorgesehen, so wurden etwa Alexandra Kostenjuk und Peng Zhaoqin der GM-Titel verliehen, nachdem diese bei der Europameisterschaft der Frauen 2004 in Dresden GM-Resultate erreichten, und bis mindestens 2002 wurden auch Sieger der Juniorenweltmeisterschaft sowie Spieler, die bei einer Schacholympiade ein GM-Resultat aus 13 Partien erreichten, zum Großmeister ernannt.
Für die Beantragung des Großmeister-Titels über den Deutschen Schachbund muss der Spieler eine Gebühr von 412,50 € zahlen (Stand 2017).

## Praktische Bedeutung
Für Großmeister gibt es in aller Regel Vergünstigungen bei Turnieren, z. B. ist Startgeldfreiheit bei vielen offenen Turnieren üblich, um anderen Spielern das Erzielen von Titelnormen zu ermöglichen. Hinzu kommen oftmals die Stellung einer Unterkunft, Erstattung von Reisekosten bis hin zu Antrittsgeldern. Diese weiteren Vergünstigungen hängen jedoch nicht allein vom Titel ab, sondern auch von der Elo-Zahl. Weitreichende Vergünstigungen werden zumeist erst ab einer Spielstärkezahl gewährt, bei der der Spieler erfahrungsgemäß ohnehin den Großmeistertitel hält.

## Ähnliche Titel

### FIDE
Die FIDE vergibt neben Großmeistertiteln auch die weniger bedeutenden und auf geringeren Anforderungen beruhenden Titel Internationaler Meister (IM), FIDE-Meister (FM) und Candidate Master (CM).
Zusätzlich vergibt die FIDE seit 1976 auch einen eigenen Großmeistertitel für Frauen (Abkürzung üblicherweise WGM für Woman Grand Master, eher unüblich ist die deutschsprachige Abkürzung FGM). Die Anforderungen für den WGM-Titel sind analog zu denen für den GM-Titel, allerdings genau um 200 Elo-Punkte tiefer angesetzt. Schachspielerinnen können auch die allgemeinen, höher eingeschätzten Titel bekommen.

### Fernschach
Im Fernschach werden seit 1953 Großmeister-Titel vom Weltfernschachverband ICCF vergeben. 1997 wurde auch ein Großmeistertitel für Frauen eingeführt.

### Schachkomposition
In der Schachkomposition wird der Titel Großmeister an Komponisten vergeben, wenn sie 70 Punkte durch Veröffentlichung ihrer Schachkompositionen in FIDE-Alben erhalten haben.
Im Lösen von Schachkompositionen wird ebenfalls der Titel Großmeister verliehen. Wesentliches Kriterium sind hierbei Erfolge bei den offiziellen Löseweltmeisterschaften.
Die Verleihung dieser Titel erfolgt durch die 1956 zunächst als Unterabteilung des Weltschachbunds FIDE gegründete und nach ihrer Unabhängigkeit vom Weltschachbund 2010 als Partnerorganisation restrukturierte World Federation for Chess Composition (WFCC).